# POLD4
Delta podjedinica 4 DNK polimeraze, takođe poznata kao delta podjedinica p12 DNK polimeraze, je protein koji je kod ljudi kodiran POLD4 genom. Ona je komponeneta kompleksa DNK polimeraze delta.